# Das Maravilhosas Coisas Ouvidas

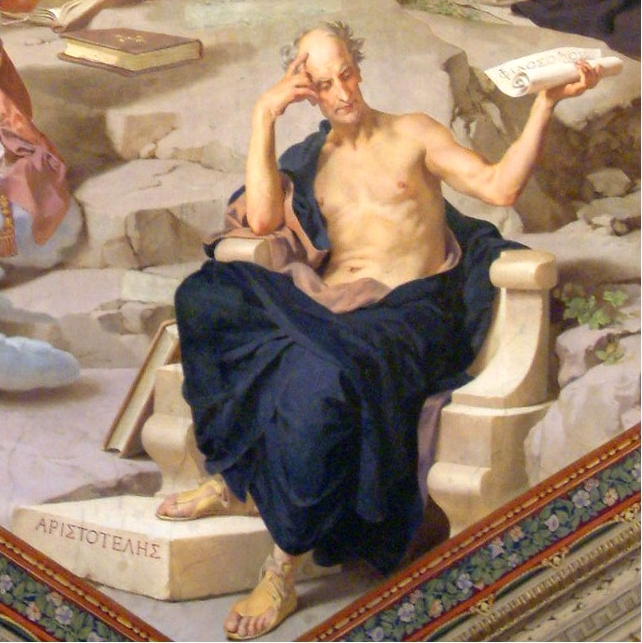
Anedotas reunidas tematicamente...

Das maravilhosas coisas ouvidas (em latim, De mirabilibus auscultationibus; em grego clássico, Περι θαυμασιων ακουσματων) é uma coleção de anedotas reunidas tematicamente, atribuída pela tradição a Aristóteles. O material inclui na coleção os principais elementos do mundo natural (por exemplo, plantas, animais, minerais, clima, geografia). De acordo com a edição revisada da tradução das Obras Completas de Aristóteles, contudo, "o fato de este tratado ser espúrio nunca foi contestado seriamente".